# Gymnothorax tile
Gymnothorax tile és una espècie de peix de la família dels murènids i de l'ordre dels anguil·liformes.

## Morfologia
Els mascles poden assolir els 60 cm de longitud total.

## Distribució geogràfica
Es troba des de les Illes Andaman fins a les Filipines i Indonèsia. També a l'Índia i Hawaii.